# Tactics Ogre: The Knight of Lodis
Tactics Ogre: The Knight of Lodis (タクティクスオウガ外伝 The Knight of Lodis) est un jeu vidéo de rôle tactique développé par Quest et édité par Nintendo au Japon, et par Atlus en Amérique du Nord. Ce jeu fait partie de la série Ogre Battle. Le titre est sorti sur Game Boy Advance le 21 juin 2001 au Japon et le 7 mai 2002 en Amérique du Nord.

## Système de jeu
Les combats se jouent au tour par tour sur une scène en damier. Vous dirigez une troupe que vous recrutez progressivement soit en louant des mercenaires soit en convainquant vos ennemis de se joindre à vous. Chaque personnage possède un choix de classes qu'il débloque au fur et à mesure de ses combats. Vous gérez l'équipement et distribuez les magies à vos magiciens. Pendant l'histoire, vos choix scénaristiques ont des conséquences sur la vie de votre personnage.

## Équipe de développement
- Director : Yuichi Murasawa
- Scenario Planner : Mizue Tanaka
- Assistant Planner : Kyoko Kitahara
- Décors : Satomi Hongo, Chiho Kawase
- Character Design : Ikumi Hachiro, Noriyuki Komoda
- Effect Design : Taiji Tsuchiya, Yukiko Wada
- Composition sonore : Masaharu Iwata, Hitoshi Sakimoto
- Producteur : Makoto Tokugawa
- Producteur associé : Tatsuya Azeyagi